# Kurt Dörry
Kurt Dörry (24 de septiembre de 1874 - 4 de enero de 1947) fue un atleta alemán. Compitió en los Juegos Olímpicos de Atenas 1896.
Dörry se ubicó en la quinta posición en su serie clasificatoria en las pruebas de 100 metros llanos de atletismo, y no avanzó a la final.
También compitió en los 400 metros llanos. Los registros no son claros respecto de si él, o Alphonse Grisel finalizaron tercero de la serie preliminar de dicho evento, pero solo los dos mejores tiempos avanzaron a la final.
Dörry corrió los 110 metros con vallas.  Finalizó tercero en la serie clasificatoria de cuatro corredores en ese evento.
También participó en los Juegos Olímpicos de París 1900, también en los 100 metros llanos, no superando las semifinales, luego de sortear la serie clasificatoria.